# جورج ریتزر
جورج ریتزر (انگلیسی: George Ritzer)؛ (زادهٔ ۱۹۴۰، نیویورک) جامعه‌شناس و نظریه‌پرداز آمریکایی و استاد ممتاز جامعه‌شناسی دانشگاه مریلند است.
وی در جامعه دانش‌آموختگان و معلمان علوم اجتماعی ایران چهرهٔ آشنایی است. البته دلیل این آشنایی، بیشتر از آنکه به نظریات خود ریتزر مربوط باشد، به ترجمه کتاب «جامعه‌شناسی در دوران معاصر» توسط محسن ثلاثی ربط پیدا می‌کند که منبع اصلی بخش نظریه در کنکور کارشناسی ارشد علوم اجتماعی است؛ کتابی جامع در زمینه معرفی مکاتب مختلف جامعه‌شناسی در عصر حاضر به فارسی ترجمه شده و تا سال ۱۳۹۹ به چاپ بیست‌ودوم هم رسیده‌است. پژوهش‌های او عمدتاً در حوزه الگوهای مصرف، جهانی شدن، فرانظریه و نظریه اجتماعی پست‌مدرن است. او استاد دانشگاه مریلند است. اصطلاح مک‌دونالدیزاسیون از اوست.
جورج ریتزر سال ۱۹۴۰ در خانوادهای از طبقه پایین نیویورک زاده شد. پدرش رانندهٔ تاکسی و مادرش منشی اداره بود.
ریتزر در توصیف خاستگاه اجتماعی‌اش می‌گوید مدرک دکترای خود را در ۲۸ سالگی از دانشگاه کرنل دریافت کرد. نداشتن سابقه کافی در رشته جامعه‌شناسی سبب شد، ریتزر مطالعاتی طولانی را در زمینة جامعه‌شناسی آغاز کند. پشتکار او چنان بود که در طول دوران تحصیل در درس‌های جامعه‌شناسی بیش از ۱۲۰ مقاله با نمرهٔ ممتاز نوشت و با فارغ‌التحصیلی در سال ۱۹۶۸، به عنوان استادیار در دانشگاه تولین به تدریس مشغول شد. عمده مطالعات جامعه‌شناسی ریتزر در زمینه الگوهای مصرف، جهانی‌سازی، روش‌شناسی و نظریات اجتماعی مدرنیسم و پست‌مدرنیسم است. ریتزر در جوانی به مدیریت بازرگانی علاقه داشت ولی کمی بعد تمرکز خود را بر حسابداری گذاشت. در سال ۱۹۶۲ از سیتی کالج نیویورک در دورهٔ کارشناسی فارغ‌التحصیل شد. سپس بار دیگر توانست تحصیلاتش را این بار در مدیریت اجرایی در دانشگاه میشیگان ادامه دهد و در ساعات فراغت، به تفریحات روشنفکرانه‌ای چون مطالعه رمان‌های روسی مشغول شود و بحران موشکی کوبا را پیگیری کند. در سال ۱۹۶۴، با فراغت از تحصیل، در کارخانه فورد به عنوان مدیر منابع انسانی مشغول به کار شد ولی محیط کار برایش راحت نبود و نمی‌توانست ازخودبیگانگی کارگران کارخانه را تحمل کند. به همین دلیل و به خاطر داشتن شوق برای انجام کار خلاقانه، به سوی رشته دیگری در دانشگاه رفت. او این بار برای اخذ مدرک دکترا کوشید.

### حرفه دانشگاهی
پس از فارغ‌التحصیلی از دانشگاه کرنل در سال ۱۹۶۸، ریتزر انتصابات مختلف دانشگاهی را در دانشگاه‌های سراسر ایالات متحده و جهان دریافت کرد:
- ۱۹۶۸–۱۹۷۰: استادیار، دانشگاه تولین
- ۱۹۷۰–۱۹۷۴: دانشیار، دانشگاه کانزاس
- ۱۹۷۴–۲۰۰۱: استاد، دانشگاه مریلند
- ۱۹۸۴: استاد ملاقات تبادل، دانشگاه ساری، انگلستان
- ۱۹۸۸: استاد مهمان، دانشگاه جیائو تونگ شانگهای، چین؛ دانشگاه پکن، پکن، چین
- ۱۹۹۰: ملاقات استاد تبادل، دانشگاه ساری، انگلستان
- ۱۹۹۶: استاد مهمان، دانشگاه تامپره، فنلاند
- ۲۰۰۱: استاد مهمان، دانشگاه برمن، آلمان
- ۲۰۰۱ تاکنون: استاد ممتاز دانشگاه، دانشگاه مریلند، کالج پارک
- ۲۰۰۲، ۲۰۰۴–۲۰۰۸: استاد مهمان، انجمن تأسیس دانشگاه آزاد نوورو، ساردینیا، ایتالیا
- ۲۰۱۲: استاد مهمان، دانشگاه سالزبورگ، اتریش
- ۲۰۱۳: بازدید پژوهشگر، مرکز مطالعات پیشرفته، دانشگاه مونیخ، آلمان

## نظریات

### امر اجتماعی
ریتزر در دهه هفتاد، چهار فرض متفاوت دربارهٔ جامعه را با هم مقایسه کرده‌است. پژوهشگر علوم اجتماعی ممکن است جامعه را:
- به‌مثابهٔ رشته‌ای از واقعیت ببیند؛ یا
- آن را مجموعه‌ای از رفتار ببیند؛ یا
- جامعه را برآمده از تعاریف مردمان؛ یا

- حاصل اعمال مردمان فرض کند.[۳]

### مک‌دونالدی شدن
یکی از جذاب‌ترین مفاهیم اندیشه‌های جرج ریتزر، مفهوم «مک دونالدی شدن» است. او در این باره می‌گوید: اصطلاح مک‌دونالدی شدن را برای اشاره به فرایندی ابداع کردم که در آن اصول رستوران‌های غذای فوری به تدریج بر بخش‌هایی از جامعه آمریکا و جهان مسلط می‌شوند. اما این اصول چیست که به کل دنیا تسری پیدا کرده‌است؟ ریتزر با کمک گرفتن از مفهوم «قفس آهنین» وبر، پنج جنبه اساسی زیر را برای مفهوم مک‌دونالدی شدن مشخص می‌کند:

#### کارایی
کارایی به معنای جستجوی بهترین وسایل دستیابی به هدف‌ها است، برای مثال در رستوران غذای سریع، ارائه غذا از پنجره اتومبیل، تشدید کارایی در دستیابی به غذا و بیانگر شیوه‌ای مؤثر از سیر شدن با این گونه غذاهاست. درحین رانندگی این گونه غذاها را می‌خرید و می‌خورید و می‌روید. بسیاری از جنبه‌های این نوع رستوران‌ها نظیر «سفارش و خرید غذا از باجه‌های رستوران از داخل خودرو» که مشتریان را به کارگران بی‌مزد و مواجب تبدیل می‌کند. برای مثال مشتریان باید در صف بایستند و غذای‌شان را سفارش دهند (به جای آن که پیشخدمت این کار را بکند) و میزشان را خودشان جمع کنند و کاغذها و جعبه‌های پلاستیکی را در زباله‌دان بیندازند (به جای کارگر). رستوران‌های غذای فوری پیشگام حرکتی به سوی دادن حداقل‌های یک غذا به مشتری بوده‌اند. مشتری باید همبرگر خالی را به پیشخوان سس‌ها و سالادها ببرد و با اضافه کردن کاهو، گوجه‌فرنگی و پیاز و سس آن را به صورت ساندویچ دلخواه درآورد، نکته دیگری که به کارایی می‌افزاید محدود شدن انتخاب است. بنیان‌گذار مک دونالد دریافت که هرچه انتخاب محدود تر باشد، کارآمدتر است.

#### محاسبه‌پذیری
جنبه دوم مک‌دونالدی شدن محاسبه‌پذیری است. مک‌دونالدی شدن تأکید بر چیزهایی است که می‌توان آنها را شمرد، محاسبه کرد و به کیفیت درآورد. «به کمیت درآوردن» به معنای گرایش به تأکیدگذاری بر مقدار است و نه بر کیفیت. تأکید بر جنبه‌های کمی غذاها همچون حجم یک وعده غذا، تولیدات فروخته شده و زمانی که برای ارائه خدمات طول کشیده‌است. در نظام‌های مک دونالده شده کمیت با کیفیت یکسان شده‌است؛ زیاد بودن چیزی یا تحویل یک چیز، این معنا را می‌دهد که آن خوب است. همچنین کارگران هم در مک دونالد گرایش دارند که جنبه‌های کمی کار را بر جنبه‌های کیفی ترجیح دهند در حالی‌که کیفیت کار تنوع کمی دارد، کارفرمایان بر سرعت کار و دستمزدهای متناسب تأکید دارند. ریتزر به تفصیل در کتاب «جامعه‌شناسی جامعه اطلاعاتی» به این موضوع اشاره می‌کند.

#### پیش‌بینی‌پذیری
عقلایی کردن مستلزم تلاش فزاینده‌ای است تا پیش‌بینی‌پذیری از زمانی و مکانی به زمان و مکان دیگر را تضمین کند. در یک جامعه عقلانی مردم می‌خواهند بدانند که در تمام مکان‌ها و زمان‌ها چه انتظاری داشته باشند. مردم نه رویدادهای غیرمنتظره را می‌خواهند و نه منتظر آنها هستند. آنها می‌خواهند بدانند که وقتی امروز بیگ‌مک خود را سفارش می‌دهند این بیگ‌مک با بیگ‌مکی که دیروز خوردند یا فردا خواهند خورد هیچ تفاوتی ندارد. کارگران هم در نظام مک دونالدی به شیوه قابل پیش‌بینی رفتار می‌نمایند. آن‌ها همان‌طور رفتار می‌کنند که مدیران دیکته می‌کنند.

#### کنترل فناوری انسانی از طریق فناوری غیرانسانی
رستورانهای غذای سریع به جای استفاده از ظرفیت‌های انسانی سر آشپزها، از تکنولوژیهای غیرانسانی پیروی می‌کنند. فناوری غیرانسانی هم برای جایگزین کردن کار انسان تا حد ممکن و هم برای کنترل رفتار کارگران و مشتریان به کار می‌رود. کارکنان مک‌دونالد توسط این فناوری‌های جدید بهتر کنترل می‌شوند. این فناورها بر مخاطبان سیستم هم کنترل فزاینده‌ای را اعمال می‌کنند. تکنولوژی در حال جانشین شدن با کارگران است. یک کارگر ممکن است همبرگر را بیشتر از حد معمول سرخ کند یا سس بیشتری استفاده کند و از همین رو بهتر است ماشین جایگزین افراد شوند.

#### غیرعقلانی بودن عقلانیت
مک‌دونالدیسم مفهومی است که به گسترش عقلانیت صوری در قلمروهای زندگی اشاره می‌کند. هم‌اکنون، بسیاری از جنبه‌های زندگی اغلب ما را این نظام‌های عقلانی کنترل می‌کنند. با وجود این، حداقل به نظر می‌رسد که این نظام‌ها در نهایت توسط مردم کنترل می‌شوند. اما این نظام‌های عقلانی می‌توانند حتی فراتر از کنترل افرادی که بالاترین مقام‌ها را در آنها دارند قرار گیرند. این مفهوم یکی از مفاهیمی است که در چارچوب آن می‌توانیم، به پیروی از ماکس وبر، از «قفس آهنین مک دونالدی شدن»، سخن گوییم. این نظام می‌تواند به صورت نظامی درآید که همهٔ ما را به کنترل خود درآورد.